# 金鍾坤
金鍾坤（韓語：김종곤，1930年11月21日—2022年7月17日），韓國海軍將領、外交官及政治人物，也是前海軍參謀總長、國會議員，並曾在台灣擔任韓國駐中華民國大使。金氏自1951年展開軍旅生涯，曾隨艦參加韓戰及冷戰時期的數場海上作戰，並昇任艦長、戰團司令、統制府司令、艦隊司令及海軍本部高階參謀職位，官拜上將，退役之後亦因其在軍事及外交上的表現，而獲韓、台等方授勳。

## 生平

### 早年及軍旅生涯

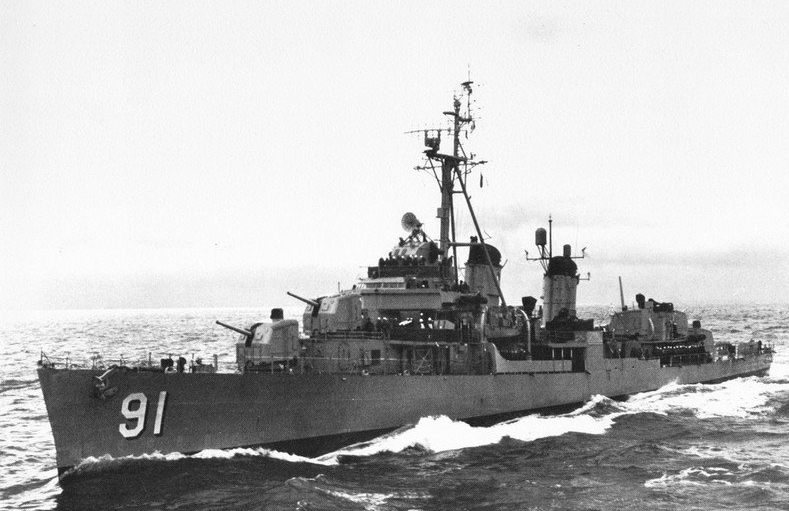
金鍾坤曾於1966年－1967年間擔任忠武號驅逐艦（DD-91）艦長，圖為該艦在1966年當時的樣子。

金鍾坤本貫為金海金氏，1930年3月13日誕生於慶尚南道密陽郡，並曾就讀該道的鎮海高等學校。1948年9月1日，他進入海軍官校接受軍官培訓，1951年8月31日成為第4期畢業生，任官少尉。他加入海軍後適逢韓戰，以PT魚雷艇整備隊長的身份活躍於戰爭期間，曾隨艇前赴三八線以北的元山近岸等地區參加過各種大小作戰，1953年時又留學美國6個月，在維吉尼亞州的海軍維修廠學習整備知識，同年之內還因為參戰而獲授銀星忠武武功勳章。
戰後，金鍾坤於1954年晉階上尉及魚雷艇長。成為校級軍官後亦繼續出任艦長，指揮過的船艦包括1956年8月1日－1957年11月7日間的鬱陵號中型登陸艇（；LSM-613）和1962年7月5日－1963年8月3日間的韓山號護衛巡邏艦（한산；PCEC-53），1964年時則進入聯合參謀大學任教授。1966年4月6日，他接下忠武號驅逐艦（충무；DD-91）艦長職位，並於任內的10月10日晚間與朝鮮民主主義人民共和國一艘越境進行滲透的間諜船對戰。當時為上校階級的金氏，正率領該艦到韓國東邊的日本海執行警備任務，於三八線以南、鬱陵島以北的海域發現間諜船之蹤跡，雙方展開3小時的追擊戰，最後由忠武艦開砲將朝方的船艦擊沉，而他在該年也因為此次戰果而得到花郎武功勳章。
1967年1月31日，金鍾坤結束了忠武艦艦長任期，1968年上任海軍統制府（해군통제부）參謀長。1970年，他正式晉階為將軍，獲授准將軍銜、任第2戰團（제2전단）司令，1971年調任為仁川警備府司令，1973年內則接任了海軍本部作戰副參謀長、統制府司令兩職。1975年，金鍾坤出任韓國艦隊（今海軍作戰司令部）司令，1977年進一步升為海軍第1參謀次長。1979年4月16日，韓國政府將他與空軍參謀次長尹子重一起任命為上將、分別派其出任第12任海軍參謀總長和第14任空軍參謀總長。
金鍾坤就任海軍參謀總長後，籌劃了海軍軍力增強事業，以確保多數艦艇為韓國國產技術製造。以此計畫為奠基，作為韓國首批國造巡邏艦的東海級——包括首艦東海號（동해；PCC-751）在內——得以於1980年代陸續打造完成並引入服役。同在金鐘坤擔任海軍總長期間的1980年，國軍保安司令全斗煥及其領導的新軍部掌權，遂因其軍職而短暫於當年建立的軍事統治實權機構「國家保衛非常對策委員會」兼任委員。

### 外交及政治生涯
1981年5月14日，金鍾坤卸任海軍參謀總長、從軍中退役，旋即在同年7月25日獲任為駐中華民國大使。他遂於8月18日前往台灣履新，並在8月25日遞交國書。金氏於大使任內曾經歷1983年中國民航296號航班劫機案，案中6名主事者為了逃離中華人民共和國而劫機降落韓境、遭韓方羈留，而台方則視之為「六義士」、主張將其釋放並准其赴台，引發韓台間之外交爭議。金鍾坤就此案扮演約1年多的溝通者角色，向韓國當局轉達台灣官民兩界輿論、並建議韓國採納行政救濟的解決方案，最後6人在1984年獲釋、離韓抵台。
1985年4月11日，韓國政府宣布更換6名駐外大使，當中接替金鍾坤的使台人選為前空軍總長金相台，而中華民國政府也在金鍾坤回韓之前，於5月3日贈之大綬景星勳章，酬謝其任內促進台韓的關係及合作。金鍾坤返國後仍留任外務部本部無任所大使，直至1986年4月8日才依願免職。此後他投入政界，在1988年當選為執政黨——民主正義黨的第13屆全國區國會議員，1990年民正黨、民主黨及共和黨合併為民主自由黨後，亦繼續作為該黨黨籍議員、留任國會至屆滿。

### 個人生活及榮譽
金鍾坤的妻子為小其約2歲的金相祚（김상조），夫妻倆結婚後共育有三男，其中長子和次子承其衣缽、加入海軍服役，分別為第70期和第71期海軍軍官候補生。金鍾坤篤信基督教，興趣是閱讀古典小說、歷史故事及球類運動，退休後尚於1996年加入時任海軍參謀總長安炳泰主持下開辦的「海軍預備役將星諮詢會議」（해군 예비역장성 자문회의），1998年起，則在大韓民國國軍陸海空三軍退役將領組織「星友會」中當上第5屆副會長。
金鍾坤在生涯中獲得數項功勳及榮譽，除1953年因參加韓戰而得的銀星忠武武功勳章、1966年因擊沉朝鮮間諜船而領受的花郎武功勳章，和1985年中華民國政府因其出使台灣而頒發的大綬景星勳章外，尚包括4等保國勳章（1968年）、保國勳章天授章（1971年）、保國勳章統一章（1979年）與乙支武功勳章（1980年）等。
2022年7月17日，金鐘坤逝世，享耆壽91歲，於三星首爾醫院設置靈堂及舉辦告別式。其後，金鍾坤安葬至國立首爾顯忠院。